# Álvaro Lapuerta Quintero
Álvaro Lapuerta Quintero (Madrid, 22 de setembre de 1927 – Madrid, 2 de juny de 2018) va ser un polític espanyol, tresorer del Partit Popular entre el 1993 i el 2008, càrrec en el qual va succeir Rosendo Naseiro i va precedir Luis Bárcenas.
Va cursar Dret a la Universitat Central de Madrid, va ser advocat de l'Estat i va exercir l'advocacia a Girona, Terol i Guadalajara.
L'extresorer va ser assenyalat per diversos imputats en el judici del cas Gürtel com a presumpte responsable d'"irregularitats en el finançament" del partit, però l'Audiència Nacional va arxivar la causa contra ell el 2016 a causa del seu mal estat de salut i la seva "demència sobrevinguda". L'exresponsable econòmic del PP ja va patir una caiguda el 2013 que el va deixar en coma durant diversos dies.